# Video Core Next
Video Core Next é a marca da AMD para seu núcleo de hardware dedicado de codificação e decodificação de vídeo. É uma família de designs de aceleradores de hardware para codificação e decodificação de vídeo e está incorporada às GPUs e APUs da AMD desde o AMD Raven Ridge, lançado em janeiro de 2018.

## Background
O Video Core Next é o sucessor da AMD para os designs Unified Video Decoder e Video Coding Engine, que são aceleradores de hardware para decodificação e codificação de vídeo, respectivamente. Ele pode ser usado para decodificar, codificar e transcodificar ("sincronizar") fluxos de vídeo, por exemplo, um DVD ou disco Blu-ray para um formato apropriado, por exemplo, para um smartphone. Ao contrário da codificação de vídeo em uma CPU ou uma GPU de uso geral, o Video Core Next é um núcleo de hardware dedicado no chip do processador. Este circuito integrado específico para aplicação (ASIC) permite um processamento de vídeo mais eficiente em termos de energia.

## Conjunto de recursos
Todas as versões do VCN suportam: decodificação MPEG-2, decodificação MPEG-4, codificação/decodificação H.264/MPEG-4 AVC, codificação/decodificação HEVC (H.265) e decodificação VP9. Profundidade de cor de 10 bits no formato P010 é suportada. O VCN 1.0 suporta resolução de até 4K. VCN 2.0 e posteriores suportam até 8K. O suporte para os métodos de codificação H.264 e H.265 difere entre as gerações (veja abaixo). O decodificador VC-1 é suportado até o VCN 3.0.33.
O VCN 2.0 é implementado com produtos Navi e a APU Renoir. O conjunto de recursos permanece o mesmo do VCN 1.0.
O VCN 3.0 é implementado com produtos Navi 2. O VCN 3.0 implementa quadros B H.264, que estavam presentes no Video Coding Engine 2.0, mas foram removidos com o VCE 3.0.
O VCN 4.0 adiciona codificação AV1. A qualidade do H.264 é maior com o VCN 4.0 (como parte do RDNA 3) em comparação com as gerações anteriores, mas ainda fica atrás dos codecs de hardware Intel e Nvidia.
Não há suporte para codificação ou decodificação em YUV422 e YUV444 em H.264 e H.265.
| Geração de VCN | Codinome da GPU                    | JPEG        | H.262 (MPEG-2) | VC-1/WMV 9  | H.264 (MPEG-4 AVC) | H.264 (MPEG-4 AVC) | H.264 (MPEG-4 AVC) | H.264 (MPEG-4 AVC)             | H.265 (HEVC) | H.265 (HEVC) | H.265 (HEVC)                   | VP9         | AV1         | AV1    |
| Geração de VCN | Codinome da GPU                    | Decodificar | Decodificar    | Decodificar | Decodificar        | Codificar          | Codificar          | Codificar                      | Decodificar  | Codificar    | Codificar                      | Decodificar | Decodificar | Encode |
| Geração de VCN | Codinome da GPU                    |             |                |             |                    | B-frame            | Pré-analise        | Resolução, profundidade de cor |              | Chroma       | Resolução, profundidade de cor |             |             |        |
| -------------- | ---------------------------------- | ----------- | -------------- | ----------- | ------------------ | ------------------ | ------------------ | ------------------------------ | ------------ | ------------ | ------------------------------ | ----------- | ----------- | ------ |
| VCN 1.0        | Raven, Picasso                     | Yes         | Yes            | Yes         | Yes                | Não                | ?                  | 4K @ 10b                       | Yes          |              | 4K @ 10b                       | Yes         | Não         | Não    |
| VCN 2.0        | Navi 1x                            | Yes         | Yes            | Yes         | Yes                | Não                | [ 11 ]             | 8K @ 10b                       | Yes          |              | 8K @ 10b                       | Yes         | Não         | Não    |
| VCN 2.2        | Renoir, Lucienne, Cezanne, Barcelo | Yes         | Yes            | Yes         | Yes                | Não                | [ 11 ]             | 8K @ 10b                       | Yes          |              | 8K @ 10b                       | Yes         | Não         | Não    |
| VCN 2.5        | Arcturus                           | Yes         | Yes            | Yes         | Yes                | Não                | [ 11 ]             | 8K @ 10b                       | Yes          |              | 8K @ 10b                       | Yes         | Não         | Não    |
| VCN 2.6        | Aldebaran                          | Yes         | Yes            | Yes         | Yes                | Não                | [ 11 ]             | 8K @ 10b                       | Yes          |              | 8K @ 10b                       | Yes         | Não         | Não    |
| VCN 3.0        | Navi 21, Navi 22, Navi 23          | Yes         | Yes            | Yes         | Yes                | Yes                | [ 11 ]             | 8K @ 10b                       | Yes          |              | 8K @ 10b                       | Yes         | Yes         | Não    |
| VCN 3.0.33     | Navi 24                            | Não         | Não            | Não         | Yes                | Não                | Não                | Não                            | Yes          | Não          | Não                            | Yes         | Não         | Não    |
| VCN 3.1.0      | Van Gogh                           | Yes         | Yes            | Não         | Yes                | Yes                | Yes                | 8K @ 10b                       | Yes          |              | 8K @ 10b                       | Yes         | Yes         | Não    |
| VCN 3.1.1      | Rembrandt, Mendocino               | Yes         | Não            | Não         | Yes                | Yes                | Yes                | 8K @ 10b                       | Yes          |              | 8K @ 10b                       | Yes         | Yes         | Não    |
| VCN 3.1.2      | Raphael, Dragon Range              | Yes         | Não            | Não         | Yes                | Yes                | Yes                | 8K @ 10b                       | Yes          |              | 8K @ 10b                       | Yes         | Yes         | Não    |
| VCN 4.0        | Navi 3x, Phoenix                   | Yes         | Não            | Não         | Yes                | Yes                | Yes                | 8K @ 10b                       | Yes          |              | 8K @ 10b                       | Yes         | Yes         | Yes    |
| VCN 5.0        | Navi 4x                            |             |                |             |                    |                    |                    |                                |              |              |                                |             |             |        |

## Qualidade
O AMD VCN tem qualidade geral inferior (VMAF) em comparação às ofertas da Intel e da Nvidia. O quadro B estreita a lacuna, mas não a elimina. Com a pré-análise também habilitada, a lacuna está quase fechada.
Apesar da falta de suporte a quadros B, o H.265 oferece melhor qualidade (VMAF) e velocidade quase idêntica para a mesma taxa de bits em comparação com o H.264 no VCN 2.0, 3.0 e 4.0.

### Tecnologias de hardware de vídeo

#### Nvidia
- Compensação de movimento da GeForce 256

#### AMD
- Video Coding Engine - AMD
- Unified Video Decoder - AMD

#### Intel
- Intel Quick Sync Video - Intel